# Ralph de Cromwell, 1. Baron Cromwell
Ralph de Cromwell, 1. Baron Cromwell († 27. August 1397), war ein englischer Adliger.

## Herkunft und familiärer Hintergrund
Ralph de Cromwell entstammte einer alten anglonormannischen Adelsfamilie. Er war der Ururenkel eines anderen Ralph de Cromwell, der unter König Eduard I. von England von 1276 bis 1282 an dessen Kriegszügen in Wales teilnahm. Ralph war der Sohn und Erbe des Ralph de Cromwell († 1364), Gutsherr von West Hallam in Derbyshire und Cromwell in Nottinghamshire aus dessen Ehe mit Anice de Bellers.

## Leben und politische Laufbahn
Ralph de Cromwell heiratete vor dem 20. Juni 1365 Maud de Bernake († 1419), Tochter des John de Bernake, Gutsherr von Tattershall in Lincolnshire. Nachdem der Bruder seiner Gattin, William de Bernake, kinderlos gestorben war, fiel der Erbanspruch auf dessen Güter Maud zu. Aus dem Recht seiner Gattin wurde Ralph de Cromwell am 13. März 1367 der Besitz von Tattershall vom König bestätigt.
Am 28. Dezember 1375 wurde Ralph de Cromwell vom König Eduard III. durch einen Writ of Summons ins House of Lords des Englischen Parlament einberufen. Er erhielt dadurch die erbliche Peerwürde eines Baron Cromwell. Er nahm bis zu seinem Tod regelmäßig an den Parlamenten der Könige Eduard III. und Richard II. teil. Er übte auch militärische Funktionen aus, im zehnten Regierungsjahr Richards II. (1386/1387) wurde er zum Knight Banneret erhoben, und angewiesen, dem König im Falle einer Invasion bereit zu stehen. Er starb am 27. August 1397.

## Nachkommen
Aus seiner Ehe mit Maud hatte er einen Sohn und Erben, sowie drei Töchter:
- Ralph de Cromwell, 2. Baron Cromwell (1368–1417) ⚭ Joan;
- Anice de Cromwell († 1421) ⚭ Thomas Bardolf, 5. Baron Bardolf (1369–1408);
- Elizabeth de Cromwell († 1394) ⚭ John de Clifton, 1. Baron Clifton (um 1353–1388);
- Maud de Cromwell ⚭ Sir William Fitzwilliam, Gutsherr von Sprotbrough in Yorkshire.